# 1719 en droit
Cet article présente les faits marquants de l'année 1719 en droit.

## Événements

### Février
- 21 février : Ulrique-Éléonore de Suède doit accepter une constitution qui réduit le pouvoir royal au profit des deux Chambres (Riksrad et Riksdag)[1].

### Avril
- 17 avril (6 avril du calendrier julien) Suppression de tous les monopoles commerciaux en Russie[2]. Édit déclarant libres et accessibles à tous la recherche et l’extraction de toutes espèces de métaux sur toutes les terres, les propriétaires n’ayant qu’un droit de priorité.

## Naissances
- Date non précisée :
  - Joseph Ancillon, jurisconsulte français, Oberrichter (président) de la Cour suprême pour la colonie française du Brandebourg à partir de 1699 († 1626).